# Poste tête-bêche d'Eel River
Le Poste tête-bêche d'Eel River est un poste électrique à haute tension courant continu en tête-bêche (back-to-back en anglais), c'est-à-dire que l'onduleur et le redresseur de la liaison sont situés dans le même poste électrique, localisé à Eel River Crossing au Canada. Il a été mis en service en juillet 1972 par General Electric. C'est la première installation à tension continue commerciale utilisant des convertisseurs à thyristors en lieu et place des convertisseurs à diodes à vapeur de mercure. Le poste réalise une interconnexion entre les réseaux électriques du Québec et du Nouveau-Brunswick qui ont certes la même fréquence mais ne sont pas synchrones.
L'IEEE considère officiellement, la mise en service du poste comme l'une des dates clés pour le génie électrique.

## Histoire
Le poste réalise une interconnexion entre les réseaux électriques du Québec et du Nouveau-Brunswick qui ont certes la même fréquence mais ne sont pas synchrones. Cela permet de relier deux lignes de 230 kilovolt du réseau québécois avec le reste du continent américain. Au départ, il est exploité par Hydro Québec et Énergie NB. Un des objectifs du projet est de permettre le transport de l'énergie et de la puissance produite par la centrale de Churchill Falls.
Des valves à thyristors ont déjà été expérimentées en Suède et en Grande-Bretagne, toutefois Eel River est la première installation avec uniquement des thyristors.
En 2014, ABB renouvelle l'équipement de commande et de protection du poste pour 30 millions de dollars. Il est exploité par Hydro Québec et Énergie NB.

## Données techniques
| Mise en service                          | juillet 1972       |
| Fabricant                                | General Electric   |
| Tension nominale                         | ±80 kV             |
| Puissance nominale                       | 320 MW             |
| Puissance en surcharge continue          | 350 MW             |
| Courant maximum admissible               | 2 000 A            |
| Type de valve                            | thyristors         |
| Refroidissement des valves               | à air              |
| Inductance des bobines de lissage        | 0,14 H             |
| Position des bobines de lissage          | côté haute tension |
| Nombre de transformateurs                | 12                 |
| Puissance des transformateurs            | 55 MVA             |
| Tension nominale côté courant alternatif | 230 kV             |
| Plage des régleurs en charge             | ±12 %              |

Le poste utilise une configuration bipolaire.
Chaque valve est formée de cinq modules en série, chacun dispose de dix niveaux de thyristors, chaque niveau ayant quatre thyristors en parallèle.

## Coordonnées
48° 01′ 05″ N, 66° 26′ 39″ O